# Homalia paquei
Homalia paquei là một loài rêu trong họ Neckeraceae. Loài này được Renauld & Cardot mô tả khoa học đầu tiên năm 1905.